# 特瑞尔·威利
特瑞尔·维尔·“特里”·威利（英語：Turrell Verl "Terry" Wylie，1927年8月—1984年8月25日）是一位美国著名的学者、藏学家、汉学家、教授。他是20世纪国际藏学研究的先驱人物，尤以创造威利转写最为人所知。
威利出生在科罗拉多州的杜兰戈，后来在华盛顿大学学习，取得文学士学位。他后来继续在该校深造，在1958年取得中国相关的哲学博士学位。
1960年，西藏土地改革运动后，威利邀请萨迦派高僧薩迦·吉札達欽全家连同其导师德松仁波切一起到西雅图居住。第十四世達賴喇嘛給他取了藏语名字“扎西桑培”（藏語：བཀྲ་ཤིས་བསམ་འཕེལ，威利转写：Bkra-shis bSam-'phel）。
威利最为人称颂的是他在1959年自创了一套藏文的拉丁字母转写系统。这套系统完全忠实于藏文的文字系统，精炼了原有的转写方案形成，只使用基本的26个拉丁字母，而不需添加字母和添加符号，因而迅速被藏学界广泛接受，这就是为人熟知的威利转写。
威利通过查证汉文史料，认为明朝从未对西藏行使过任何统治权。他发现《明史》中根本不存在对格鲁派创始人宗喀巴及其黄帽派的记载，因此认为《明史》在编纂期间受到了满清朝廷的言论审查，从而扭曲了历史真面目。
威利在1984年8月死于癌症。十四世达赖喇嘛称赞道：“威利博士对藏族人民强烈而真诚的感情，藏族人民将长期深深地感激他。威利博士的死使我们失去了一位真挚的朋友和卓越的藏学学者。”